# 常磐神社 (中津川市)
常磐神社（ときわじんじゃ）は、岐阜県中津川市高山に鎮座する神社。旧社格は村社。

## 祭神
- 金山比古大神
- 金山比女大神
- 建速須佐之男大神
- 菊理比売大神
- 菅原大神
- 豊受比女大神

## 歴史
社伝によれば、養老元年(717年)6月17日に、下森の南宮大明神、熊平の熊野権現、御堂前の白山権現の三神を、現在の地に合祀して南宮神社と称して、高山村民一同の崇敬社とした。
その後、豊臣秀吉の朝鮮出兵の際に軍船に用いるためとして、境内にあった廻り二丈程の杉と桧を伐採したとされ、現在も切株が残っている。
元和元年(1615年)6月16日に、豊受比女大神を合祀し、正保元年(1644年)には天満宮を合祀した。
慶応4年(1868年)3月、神仏分離令が公布されると、
明治2年(1869年)に常磐神社に改称し神祇官に上申して、明治3年(1870年)に聴許を得た。
昭和21年(1946年)6月、神社本庁所属の宗教法人の認可を受けた。
昭和39年(1964年)、岐阜県神社庁から献幣使参向の銀幣社の指定を受けて今日に至っている。